# Associazione Calcio Sangiovannese 2010-2011
Questa pagina raccoglie le informazioni riguardanti l'Associazione Calcio Sangiovannese nelle competizioni ufficiali della stagione 2010-2011.

## Rosa
| N. |                         | Ruolo | Calciatore           |
| -- | ----------------------- | ----- | -------------------- |
|    | Burkina Faso (bandiera) | A     | Seidou Bamba         |
|    | Italia (bandiera)       | A     | Manfredi Beha        |
|    | Italia (bandiera)       | C     | Andrea Bernini       |
|    | Italia (bandiera)       | D     | Samuele Bettoni      |
|    | Italia (bandiera)       | A     | Alessandro Brandoli  |
|    | Italia (bandiera)       | C     | Andrea Bricca        |
|    | Italia (bandiera)       | A     | Elio Calderini       |
|    | Italia (bandiera)       | A     | Roberto Casaldi      |
|    | Italia (bandiera)       | D     | Daniele Chiarini     |
|    | Italia (bandiera)       | A     | Marco De Angelis     |
|    | Italia (bandiera)       | C     | Paolo De Cristofaro  |
|    | Italia (bandiera)       | A     | Antonino Di Franco   |
|    | Italia (bandiera)       | P     | Giacomo Fantin       |
|    | Italia (bandiera)       | A     | Fabio Foglia         |
|    | Italia (bandiera)       | D     | Riccardo Gattulli    |
|    | Italia (bandiera)       | A     | Fabrizio Guarraccino |

| N. |                      | Ruolo | Calciatore          |
| -- | -------------------- | ----- | ------------------- |
|    | Italia (bandiera)    | C     | Osvaldo Mannucci    |
|    | Italia (bandiera)    | A     | Giovanni Marullo    |
|    | Italia (bandiera)    | A     | Matteo Merini       |
|    | Italia (bandiera)    | D     | Giacomo Pencelli    |
|    | Brasile (bandiera)   | A     | Renan Pippi         |
|    | Italia (bandiera)    | A     | Cristian Romanelli  |
|    | Italia (bandiera)    | D     | Francesco Sabatucci |
|    | Italia (bandiera)    | D     | Davide Salvatori    |
|    | Italia (bandiera)    | C     | Michele Santotta    |
|    | Italia (bandiera)    | D     | Andrea Scicchitano  |
|    | Italia (bandiera)    | P     | Francesco Scotti    |
|    | Italia (bandiera)    | D     | Antonello Tabacco   |
|    | Italia (bandiera)    | D     | Marco Travaglini    |
|    | Australia (bandiera) | C     | Adrian Luke Ucchino |
|    | Italia (bandiera)    | P     | Matteo Vaccarecci   |
|    | Italia (bandiera)    | C     | Nicolas Zane        |